# Валь-де-Рёй
Валь-де-Рёй (фр. Val-de-Reuil) — город на севере Франции, регион Нормандия, департамент Эр, округ Лез-Андели, центр одноименного кантона. Расположен в 10 км к северу от Лувье и в 26 км к юго-востоку от Руана, в 6 км от автомагистрали А13 "Нормандия", на левом берегу реки Эр. На востоке города находится железнодорожный вокзал Валь-де-Рёй линии Париж-Гавр.
Население (2018) — 13 114 человек.

## История
Валь-де-Рёй является одним из 9 городов, специально созданных в 70-е годы XX века для обеспечения большей социальной стабильности в районах с высокой концентрацией населения, предоставления возможности для трудоустройства и обеспечения жильем, а также размещения государственных и частных учреждений. Он был основан на территории коммуны Ле Водрёй в 1972 году, в 1975 году в нем появились первые жители. В 1984 году новое поселение получило своё нынешнее название ― Валь-де-Рёй. Город спроектирован в соответствии с современными требованиями к градостроительству, имеет в своей основе ортогональную систему координат; большая часть его улиц пересекаются под прямым углом.

## Достопримечательности
- Менгир Ла Бас Кремонвиль
- Железнодорожный вокзал

## Экономика
В промышленной зоне Валь-де-Рёя находятся многочисленные предприятия, в том числе: фармацевтические (Sanofi, Johnson & Johnson), логистические (Pharmalog, Duhamel), строительные (SCREG, Eurovia), оборонные (Airbus Defence and Space), телекоммуникационные (Orange).
Структура занятости населения:
- сельское хозяйство — 0,5 %
- промышленность — 38,6 %
- строительство — 4,6 %
- торговля, транспорт и сфера услуг — 34,5 %
- государственные и муниципальные службы — 21,9 %

Уровень безработицы (2017) — 23,9 % (Франция в целом — 13,4 %, департамент Эр — 13,4 %). 

Среднегодовой доход на 1 человека, евро (2018) — 16 230 (Франция в целом — 21 730, департамент Эр — 21 700).

## Демография
Динамика численности населения, чел.

## Администрация
Пост мэра Валь-де-Рёя с 2001 года занимает социалист Марк-Антуан Жаме (Marc-Antoine Jamet). На муниципальных выборах 2020 года возглавляемый им список социалистов победил в 1-м туре, получив 89,71 % голосов.
| Период | Период | Фамилия          | Партия                  | Примечания |
| ------ | ------ | ---------------- | ----------------------- | --- |
| 1981   | 2001   | Бернар Ансалем   | Социалистическая партия | президент Федерации легкой атлетики Франции (2001-2016), вице-президент Национального Олимпийского комитета (2001-2009) |
| 2001   |        | Марк-Антуан Жаме | Социалистическая партия | член Регионального совета Нормандии                                                                                     |

## Города-побратимы
- Уоркингтон, Великобритания
- Риттерхуде, Германия
- Штум, Польша

## Галерея

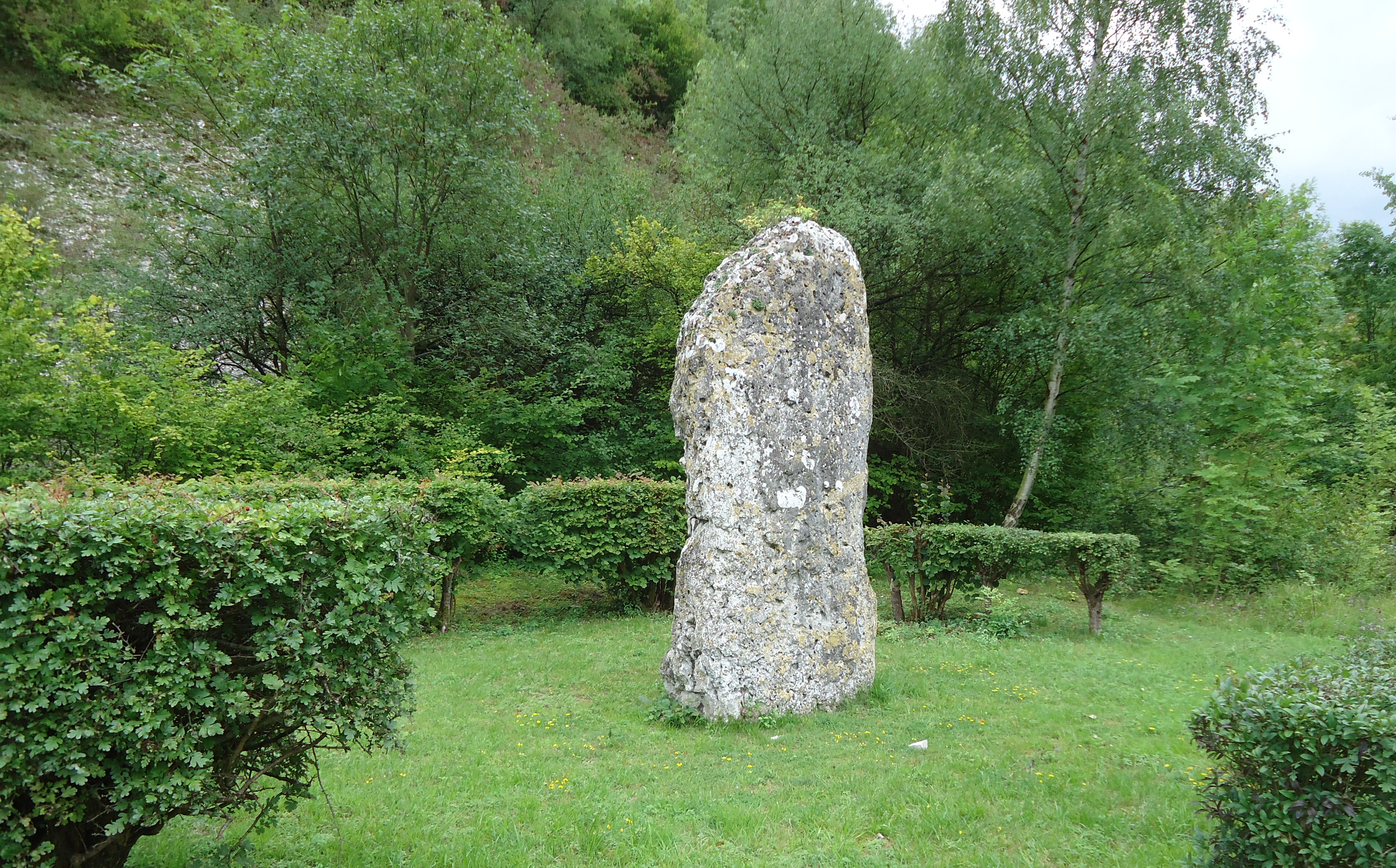
Менгир